# 方天 (將領)
方天（1902年—1991年），字天逸，號空如，江西贛縣人，中華民國陸軍中將。國民革命軍內部派系中歸類於土木系。

## 經歷
方天於黃埔軍校第二期工兵科、陸軍大學十一期、革命實踐研究院第二十五期畢業。
歷任軍校入伍生第三團九連副連長，中央教導二師連長、營長，第十八軍第十四師團長，第十八軍軍士教導總隊總隊長，1937年5月授陸軍少將。
抗日戰爭爆發後，任第十一師師長，武漢衛戍司令部警備旅旅長，第九十四軍一八五師師長，第十八軍軍長。
民國三十二（1943年）年8月轉任國民革命軍第五十四軍少將軍長，民國三十三（1944年）年9月22日升任第20集團軍副總司令，先後參加淞滬會戰、武漢會戰、棗宜會戰、鄂西會戰、滇西緬北會戰等。
1944年8月，兼任國民政府軍政部副軍務司長、後卸任野戰指揮職務，專任於軍政事務，升任軍政部署長。1946年後任國防部第五廳聽長、代理參謀次長，國防部第一陸軍訓練處處長，長沙綏靖公署副主任。1948年9月授陸軍中將。
1949年1月20日，蔣任命方天為江西省政府主席。方天並兼任江西綏靖公署主任、華中軍政長官公署政務委員、粵東戰線右翼指揮官。年底，方天隨國民政府赴台。
1964年任國家安全會議國防計劃局副局長，1967年任國家總動員委員會副主任委員以及國大代表、國民黨第十二屆中央評議委員等職。1991年在台灣病逝，著有自傳「方天回憶錄」。